# Sewen
Sewen es una localidad y comuna francesa, situada en el departamento de Alto Rin, en la región de Alsacia. 

## Demografía
| 586 | 604 | 552 | 516 | 539 | 530 |
| Para los censos de 1962 a 1999 la población legal corresponde a la población sin duplicidades (Fuente: INSEE [Consultar]) |     |     |     |     |     |